# Groote Melanen
De Groote Melanen is een plas die is gelegen ten zuidoosten van Halsteren. Het heeft een oppervlakte van 4,5 ha.
Tot in de 17e eeuw was dit een laaggelegen moerasgebied. Later werd dit gebied uitgeveend, waardoor een plas ontstond. Het moerasgebied  maakte deel uit van de West-Brabantse waterlinie. De plas werd voor het eerst aangegeven op een kaart uit 1721. De plas werd gevoed door kwel en oppervlaktewater uit slootjes. Er groeiden veel waterplanten en het water was helder.
Hoewel de plas aanvankelijk in een open landschap lag zijn er, vooral na 1950, veel bomen in de directe omgeving bijgekomen. Het waterpeil werd op een constant niveau gehouden. Aanvankelijk werd er op de plas door een beroepsvisser op paling gevist, maar nadat de plas in bezit van de gemeente was gekomen werd meer en meer de hengelsport beoefend. Dit leidde tot strooien van voer en de komst van karpers die de bodem omwoelen. De voedselverrijking leidde tot het optreden van blauwalg, zuurstoftekorten en vissterfte. Bovendien ontstond aldus een sliblaag op de bodem. Ook een waterloop vanuit de nabijgelegen woonwijk Jankenberg zorgde voor aanvoer van voedingsstoffen, met name wanneer een overstort plaatsvond. De moerassige oevers waren gedurende het derde kwart van de 20e eeuw verdwenen. Tegenwoordig heeft de plas steile oevers.
In 2003 werden de volgende vissoorten gevonden: snoek, giebel, pos, baars, brasem, blankvoorn, schubkarper, spiegelkarper, ruisvoorn, zeelt, paling en vetje. Vanwege de voedselrijkdom en de algengroei trad regelmatig vissterfte door zuurstofgebrek op.
Door uitbaggeren, verwijderen van bomen, geleidelijker maken van de oevers, opheffen van de overstorten, wegvangen van te veel brasem en introductie van waterplanten wil men aan deze situatie een eind maken.

## Externe bron
- Rapport Groote Melanen[dode link]